# Oxyopes cougar
Oxyopes cougar là một loài nhện trong họ Oxyopidae.
Loài này thuộc chi Oxyopes. Oxyopes cougar được George Stewardson Brady miêu tả năm 1969.